# 赵林平
赵林平（1962年7月—），女，蒙古族，蒙语名葛根珠兰，中国舞蹈教育家，现任内蒙古艺术学院副院长、教授，中国舞蹈家协会副主席。